# Promozione Calabria 1990-1991
Nella stagione 1990-1991 la Promozione era sesto livello del calcio italiano (il massimo livello regionale). Qui vi sono le statistiche relative al campionato in Calabria.
Il campionato è strutturato in vari gironi all'italiana su base regionale, gestiti dai Comitati Regionali di competenza. Promozioni alla categoria superiore e retrocessioni in quella inferiore non erano sempre omogenee; erano quantificate all'inizio del campionato dal Comitato Regionale secondo le direttive stabilite dalla Lega Nazionale Dilettanti, ma flessibili, in relazione al numero delle società retrocesse dal Campionato Interregionale e perciò, a seconda delle varie situazioni regionali, la fine del campionato poteva avere degli spareggi sia di promozione che di retrocessione.

## Girone A

### Squadre partecipanti
- A.C. Amantea, Amantea (CS)
- A.S.D. Castrovillari Calcio, Castrovillari (CS)
- U.S. Catanzaro Lido, Catanzaro
- A.S.D. Corigliano Schiavonea, Corigliano Calabro (CS)
- A.S. Cutro, Cutro (KR)
- U.S. Isola Capo Rizzuto, Isola di Capo Rizzuto (KR)
- S.S. Montalto Uffugo, Montalto Uffugo (CS)
- Morrone, Cosenza
- S.S. Nuova Panebianco, Cosenza
- U.S.D. Paolana, Paola (CS)
- S.S. Roggiano, Roggiano Gravina (CS)
- S.C. Sambiase, Lamezia Terme (CZ)
- U.S. Scalea 1912, Scalea (CS)
- S.S. Silana, San Giovanni in Fiore (CS)
- A.S. Spezzano Albanese, Spezzano Albanese (CS)
- S.S. Trebisacce, Trebisacce (CS)

### Classifica finale
|  | Pos. | Squadra               | Pt | G  | V  | N  | P  | GF | GS | DR  |
|  | ---- | --------------------- | -- | -- | -- | -- | -- | -- | -- | --- |
|  | 1.   | Castrovillari         | 47 | 30 | 19 | 9  | 2  | 60 | 16 | +44 |
|  | 2.   | Amantea               | 41 | 30 | 15 | 11 | 4  | 45 | 19 | +26 |
|  | 3.   | Silana                | 40 | 30 | 15 | 10 | 5  | 45 | 23 | +22 |
|  | 4.   | Catanzaro Lido        | 37 | 30 | 12 | 13 | 5  | 38 | 22 | +16 |
|  | 5.   | Sambiase              | 37 | 30 | 14 | 9  | 7  | 37 | 31 | +6  |
|  | 6.   | Morrone Cosenza       | 36 | 30 | 14 | 8  | 8  | 46 | 25 | +21 |
|  | 7.   | Trebisacce            | 33 | 30 | 10 | 13 | 7  | 30 | 25 | +5  |
|  | 8.   | Paolana               | 30 | 30 | 10 | 10 | 10 | 35 | 34 | +1  |
|  | 9.   | Corigliano Schiavonea | 29 | 30 | 8  | 13 | 9  | 20 | 21 | -1  |
|  | 10.  | Isola Capo Rizzuto    | 28 | 30 | 8  | 12 | 10 | 36 | 43 | -7  |
|  | 11.  | Montalto Uffugo       | 23 | 30 | 9  | 5  | 16 | 32 | 43 | -11 |
|  | 12.  | Spezzano Albanese     | 23 | 30 | 7  | 9  | 14 | 14 | 31 | -17 |
|  | 13.  | Roggiano              | 22 | 30 | 7  | 8  | 15 | 24 | 44 | -20 |
|  | 14.  | Scalea                | 20 | 30 | 4  | 12 | 14 | 28 | 48 | -20 |
|  | 15.  | Cutro                 | 16 | 30 | 4  | 8  | 18 | 17 | 49 | -32 |
|  | 16.  | Nuova Panebianco      | 14 | 30 | 2  | 10 | 18 | 16 | 52 | -36 |

- Castrovillari promosso al Campionato Interregionale 1991-1992, dopo spareggio contro Palmese (girone B).
- Dal 2º al 7º posto furono ammesse all'Eccellenza Calabria 1991-1992.

## Girone B

### Squadre partecipanti
- U.S. Ardore, Ardore (RC)
- A.S. Audax Ravagnese, Ravagnese di Reggio Calabria
- A.C. Bagnarese, Bagnara Calabra (RC)
- Gioiese, Gioia Tauro (RC)
- U.S. Gioiosa Jonica, Gioiosa Jonica (RC)
- A.C. Locri 1909, Locri (RC)
- A.S. Melicucco, Melicucco (RC)
- U.S. Monasterace, Monasterace (RC)
- A.C. Nuova Melito, Melito di Porto Salvo (RC)
- U.S. Nuova Polistena, Polistena (RC)
- U.S. Palmese 1912, Palmi (RC)
- S.C. Reggio Gallina 1969, Gallico di Reggio Calabria
- U.S. San Luca, San Luca (RC)
- A.S.D. Siderno, Siderno (RC)
- Pol. Taurianovese, Taurianova (RC)
- A.S.C. Tropea, Tropea (VV)

### Classifica finale
|  | Pos. | Squadra         | Pt | G  | V  | N  | P  | GF | GS | DR  |
|  | ---- | --------------- | -- | -- | -- | -- | -- | -- | -- | --- |
|  | 1.   | Palmese         | 45 | 30 | 18 | 9  | 3  | 53 | 12 | +41 |
|  | 2.   | Ardore          | 39 | 30 | 15 | 9  | 6  | 40 | 24 | +16 |
|  | 3.   | Gioiese         | 38 | 30 | 14 | 10 | 6  | 35 | 21 | +14 |
|  | 4.   | Locri           | 36 | 30 | 13 | 10 | 7  | 38 | 26 | +12 |
|  | 5.   | Gioiosa Jonica  | 36 | 30 | 14 | 8  | 8  | 34 | 24 | +10 |
|  | 6.   | Siderno         | 35 | 30 | 12 | 11 | 7  | 44 | 24 | +20 |
|  | 7.   | Tropea          | 34 | 30 | 13 | 8  | 9  | 38 | 29 | +9  |
|  | 8.   | Nuova Melito    | 33 | 30 | 12 | 9  | 9  | 32 | 36 | -4  |
|  | 9.   | Nuova Polistena | 30 | 30 | 11 | 8  | 11 | 36 | 36 | 0   |
|  | 10.  | Monasterace     | 28 | 30 | 8  | 12 | 10 | 30 | 43 | -13 |
|  | 11.  | Taurianovese    | 26 | 30 | 9  | 8  | 13 | 29 | 35 | -6  |
|  | 12.  | Reggio Gallina  | 24 | 30 | 8  | 8  | 14 | 32 | 37 | -5  |
|  | 13.  | Audax Ravagnese | 22 | 30 | 5  | 12 | 13 | 21 | 33 | -12 |
|  | 14.  | Bagnarese       | 22 | 30 | 6  | 10 | 14 | 24 | 39 | -15 |
|  | 15.  | San Luca        | 17 | 30 | 6  | 5  | 19 | 18 | 55 | -37 |
|  | 16.  | Melicucco       | 15 | 30 | 5  | 5  | 20 | 17 | 47 | -30 |

- Palmese ammesso alla finale, perde spareggio contro Castrovillari (girone A).
- Le squadre dal 1º all'8º posto furono ammesse all'Eccellenza Calabria 1991-1992.

## Spareggio promozione intergirone
| Squadra 1     | Risultato   | Squadra 2 |
| ------------- | ----------- | --------- |
| Castrovillari | 2 - 0 (dts) | Palmese   |

| Lamezia Terme 19 maggio 1991 | Castrovillari | 2 – 0 (d.t.s.) | Palmese |  |

## Spareggio intergirone tra ottave classificate per ammissione nuovo campionato di Eccellenza
| Squadra 1 | Risultato | Squadra 2    |
| --------- | --------- | ------------ |
| Paolana   | 1 - 2     | Nuova Melito |

| Chiaravalle Centrale 2 giugno 1991 | Paolana | 1 – 2 | Nuova Melito |  |